# کولز بی، تاسمانیا
کولز بی (به انگلیسی: Coles Bay) یک شهرک در استرالیا است که در تاسمانی واقع شده‌است.